# FC Zwolle in het seizoen 1999/00
Het seizoen 1999/2000 was het 89e jaar in het bestaan van de Zwolse voetbalclub FC Zwolle. De club kwam uit in de Eerste divisie en nam ook deel aan het toernooi om de KNVB beker.

## Wedstrijdstatistieken

### Eerste divisie
| 1e speelronde | FC Zwolle | 4 – 3 (2 – 1) | NAC | Opstelling FC Zwolle: |
| 16 augustus 1999 Plaats: Zwolle Oosterenkstadion Toeschouwers: 4.350 Scheidsrechter: Peter Oskam                  | Henk van Steeg 29' Marco Roelofsen 43' Dirk-Jan Derksen 67' Ignacio Tuhuteru 87'                              |               | 31' Frank Broers 65' Regillio Simons 69' Alfred Schreuder                                                             |                       |
| 2e speelronde | FC Zwolle | 1 – 1 (1 – 0) | Emmen | Opstelling FC Zwolle: |
| 28 augustus 1999 Plaats: Zwolle Oosterenkstadion Toeschouwers: 4.750 Scheidsrechter: Eric Braamhaar               | Arne Slot 35'                                                                                                 |               | 50' Peter Hofstede |                       |
| 3e speelronde | Go Ahead Eagles                                                                                               | 2 – 3 (1 – 1) | FC Zwolle | Opstelling FC Zwolle: |
| 5 september 1999 Plaats: Deventer De Adelaarshorst Toeschouwers: 3.800 Scheidsrechter: Hugo Luijten               | John Stegeman 10' Dick Kooijman 74'                                                                           | IJsselderby   | 1' Dirk-Jan Derksen 50' Arjan Bosschaart 72' Ignacio Tuhuteru                                                         |                       |
| 4e speelronde | Heracles Almelo                                                                                               | 1 – 1 (1 – 0) | FC Zwolle | Opstelling FC Zwolle: |
| 10 september 1999 Plaats: Almelo Polman Stadion Toeschouwers: 5.000 Scheidsrechter: Ruud Bossen                   | Job ten Thije 15'                                                                                             |               | 80' Milco Pieren |                       |
| 5e speelronde | FC Zwolle | 1 – 1 (0 – 0) | FC Groningen | Opstelling FC Zwolle: |
| 13 september 1999 Plaats: Zwolle Oosterenkstadion Toeschouwers: 4.350 Scheidsrechter: Jan Wegereef                | Dirk-Jan Derksen 68'                                                                                          |               | 67' Martin Drent |                       |
| 6e speelronde | FC Volendam                                                                                                   | 1 – 6 (0 – 4) | FC Zwolle | Opstelling FC Zwolle: |
| 18 september 1999 Plaats: Volendam Krasstadion Toeschouwers: 2.114 Scheidsrechter: Richard Slot                   | Yuri Rose 84'                                                                                                 |               | 4' Dirk-Jan Derksen 15' Dirk-Jan Derksen 22' Arjan Bosschaart 39' Ignacio Tuhuteru 54' Dirk-Jan Derksen 70' Arne Slot |                       |
| 7e speelronde | FC Zwolle | 3 – 0 (0 – 0) | Haarlem | Opstelling FC Zwolle: |
| 27 september 1999 Plaats: Zwolle Oosterenkstadion Toeschouwers: 4.150 Scheidsrechter: Ben Haverkort               | Dirk-Jan Derksen 65' Marco Roelofsen 67' Arjan Bosschaart 68'                                                 |               | |                       |
| 8e speelronde | Helmond Sport                                                                                                 | 3 – 4 (1 – 2) | FC Zwolle | Opstelling FC Zwolle: |
| 11 oktober 1999 Plaats: Helmond Stadion De Braak Toeschouwers: 2.850 Scheidsrechter: Alwin Don                    | Roel Buikema 35' Yunus Altunel 51' Jurgen Streppel 86'                                                        |               | 16' Dirk-Jan Derksen 42' Ignacio Tuhuteru 54' Henk van Steeg 58' Arne Slot                                            |                       |
| 9e speelronde | FC Zwolle | 4 – 2 (1 – 2) | Excelsior | Opstelling FC Zwolle: |
| 16 oktober 1999 Plaats: Zwolle Oosterenkstadion Toeschouwers: 5.250 Scheidsrechter: Hennie de Graaf               | Dirk-Jan Derksen 8' Marco Roelofsen 52' Dirk-Jan Derksen 56' Arne Slot 70'                                    |               | 2' Patrick Mtiliga 26' David Connolly                                                                                 |                       |
| 10e speelronde | RBC | 2 – 3 (1 – 2) | FC Zwolle | Opstelling FC Zwolle: |
| 23 oktober 1999 Plaats: Roosendaal MariFlex Stadion Toeschouwers: 4.000 Scheidsrechter: Herman van Dijk           | Jeffrey Kooistra 15' John Lammers 73'                                                                         |               | 7' Arne Slot 26' Ignacio Tuhuteru 53' Henk van Steeg                                                                  |                       |
| 11e speelronde | FC Zwolle | 6 – 0 (4 – 0) | Eindhoven | Opstelling FC Zwolle: |
| 1 november 1999 Plaats: Zwolle Oosterenkstadion Toeschouwers: 4.250 Scheidsrechter: Ger Buiting                   | Marco Roelofsen 8' Dirk-Jan Derksen 22' Ignacio Tuhuteru 25' Arne Slot 45' Arne Slot 69' Dirk-Jan Derksen 73' |               | |                       |
| 12e speelronde | Dordrecht '90                                                                                                 | 3 – 2 (0 – 1) | FC Zwolle | Opstelling FC Zwolle: |
| 8 november 1999 Plaats: Dordrecht Stadion Krommedijk Toeschouwers: 2.600 Scheidsrechter: Dick van Egmond          | Nico Jalink 57' Marco Boogers 64' Marco Boogers 72'                                                           |               | 45' Dirk-Jan Derksen 55' Dirk-Jan Derksen                                                                             |                       |
| 13e speelronde | BV Veendam | 1 – 5 (0 – 3) | FC Zwolle | Opstelling FC Zwolle: |
| 20 november 1999 Plaats: Veendam De Langeleegte Toeschouwers: 4.237 Scheidsrechter: Pieter Vink                   | Bob Mulder 52'                                                                                                |               | 14' Ignacio Tuhuteru 35' Arjan Bosschaart 42' Dirk-Jan Derksen 57' Arjan Bosschaart 66' Marco Roelofsen               |                       |
| 14e speelronde | FC Zwolle | 4 – 0 (3 – 0) | ADO Den Haag | Opstelling FC Zwolle: |
| 29 november 1999 Plaats: Zwolle Oosterenkstadion Toeschouwers: 5.750 Scheidsrechter: Alwin Don                    | Dirk-Jan Derksen 16' Ignacio Tuhuteru 20' Arne Slot 45' Ignacio Tuhuteru 90'                                  |               | |                       |
| 15e speelronde | VVV | 1 – 1 (0 – 0) | FC Zwolle | Opstelling FC Zwolle: |
| 4 december 1999 Plaats: Venlo De Koel Toeschouwers: 2.063 Scheidsrechter: Ab Schuurmans                           | Edwin Linssen 47'                                                                                             |               | 78' Arne Slot |                       |
| 16e speelronde | FC Zwolle | 1 – 0 (1 – 0) | TOP Oss | Opstelling FC Zwolle: |
| 11 december 1999 Plaats: Zwolle Oosterenkstadion Toeschouwers: 4.750 Scheidsrechter: Peter van Dongen             | Dirk-Jan Derksen 9'                                                                                           |               | |                       |
| 17e speelronde | Telstar | 0 – 4 (0 – 3) | FC Zwolle | Opstelling FC Zwolle: |
| 18 december 1999 Plaats: Velsen-Zuid Sportpark Schoonenberg Toeschouwers: 1.625 Scheidsrechter: Patrick Gerritsen | |               | 9' Arjan Bosschaart 35' Arjan Bosschaart 45' (pen) Claus Boekweg 67' Dirk-Jan Derksen                                 |                       |
| 18e speelronde | NAC | 2 – 0 (0 – 0) | FC Zwolle | Opstelling FC Zwolle: |
| 22 januari 2000 Plaats: Breda Fujifilm-stadion Toeschouwers: 13.642 Scheidsrechter: Eric Braamhaar                | Regillio Simons 49' Nebojsa Gudelj 89'                                                                        |               | |                       |
| 19e speelronde | FC Zwolle | 1 – 0 (0 – 0) | Heracles Almelo | Opstelling FC Zwolle: |
| 29 januari 2000 Plaats: Zwolle Oosterenkstadion Toeschouwers: 4.300 Scheidsrechter: Ger Buiting                   | Henk van Steeg 52'                                                                                            |               | |                       |
| 20e speelronde | Emmen | 0 – 2 (0 – 1) | FC Zwolle | Opstelling FC Zwolle: |
| 5 februari 2000 Plaats: Emmen Stadion Meerdijk Toeschouwers: 5.200 Scheidsrechter: Jack van Hulten                | |               | 18' Arjan Bosschaart 46' Arjan Bosschaart                                                                             |                       |
| 21e speelronde | FC Zwolle | 1 – 1 (0 – 0) | Go Ahead Eagles | Opstelling FC Zwolle: |
| 14 februari 2000 Plaats: Zwolle Oosterenkstadion Toeschouwers: n.n.b. Scheidsrechter: n.n.b.                      | Arne Slot 78'                                                                                                 | IJsselderby   | 68' Mike Zonneveld |                       |
| 22e speelronde | FC Groningen                                                                                                  | 2 – 1 (1 – 0) | FC Zwolle | Opstelling FC Zwolle: |
| 20 februari 2000 Plaats: Groningen Stadion Oosterpark Toeschouwers: 11.000 Scheidsrechter: Dick Jol               | Hans Visser 30' Paul Janssen 59'                                                                              |               | 66' Dirk-Jan Derksen                                                                                                  |                       |
| 23e speelronde | FC Zwolle | 2 – 2 (1 – 2) | FC Volendam | Opstelling FC Zwolle: |
| 26 februari 2000 Plaats: Zwolle Oosterenkstadion Toeschouwers: 4.250 Scheidsrechter: Wilfred van der Pas          | Dirk-Jan Derksen 28' Ignacio Tuhuteru 67'                                                                     |               | 44' Raymond Beerens 45' Maurice Buys                                                                                  |                       |
| 24e speelronde | Haarlem | 0 – 2 (0 – 0) | FC Zwolle | Opstelling FC Zwolle: |
| 4 maart 2000 Plaats: Haarlem Haarlemstadion Toeschouwers: 1.787 Scheidsrechter: Harrie van Beek                   | |               | 57' Arne Slot 74' Dirk-Jan Derksen                                                                                    |                       |
| 25e speelronde | FC Zwolle | 3 – 2 (2 – 0) | Helmond Sport | Opstelling FC Zwolle: |
| 11 maart 2000 Plaats: Zwolle Oosterenkstadion Toeschouwers: 4.400 Scheidsrechter: Ron Karremans                   | Dirk-Jan Derksen 18' Claus Boekweg (pen) 28' Dirk-Jan Derksen 48'                                             |               | 74' Juul Ellerman 80' Juul Ellerman                                                                                   |                       |
| 26e speelronde | Excelsior | 1 – 3 (0 – 1) | FC Zwolle | Opstelling FC Zwolle: |
| 18 maart 2000 Plaats: Rotterdam Stadion Woudestein Toeschouwers: 2.143 Scheidsrechter: Hennie de Graaf            | Geert den Ouden 80'                                                                                           |               | 45' (pen) Claus Boekweg 62' Dirk-Jan Derksen 78' Gerald van den Belt                                                  |                       |
| 27e speelronde | FC Zwolle | 3 – 1 (2 – 0) | RBC Roosendaal | Opstelling FC Zwolle: |
| 25 maart 2000 Plaats: Zwolle Oosterenkstadion Toeschouwers: 5.250 Scheidsrechter: Pieter Vink                     | Arjan Bosschaart 25' Dirk-Jan Derksen 42' Ignacio Tuhuteru 62'                                                |               | 72' John van Loenhout                                                                                                 |                       |
| 28e speelronde | Eindhoven | 2 – 1 (1 – 0) | FC Zwolle | Opstelling FC Zwolle: |
| 1 april 2000 Plaats: Eindhoven Jan Louwersstadion Toeschouwers: 1.825 Scheidsrechter: Rien Koopman                | Bouarfa Yahiaoui 36' Bouarfa Yahiaoui 66'                                                                     |               | 82' Martijn Abbenhues                                                                                                 |                       |
| 29e speelronde | FC Zwolle | 4 – 0 (1 – 0) | Dordrecht '90 | Opstelling FC Zwolle: |
| 8 april 2000 Plaats: Zwolle Oosterenkstadion Toeschouwers: 4.900 Scheidsrechter: Richard Slot                     | Ignacio Tuhuteru 23' Arne Slot 52' Ignacio Tuhuteru 74' Marco Roelofsen 81'                                   |               | |                       |
| 30e speelronde | FC Zwolle | 1 – 1 (0 – 1) | BV Veendam | Opstelling FC Zwolle: |
| 15 april 2000 Plaats: Zwolle Oosterenkstadion Toeschouwers: 5.360 Scheidsrechter: Eugène Westerink                | Martijn Abbenhues 86'                                                                                         |               | 42' Arjan Blaauw |                       |
| 31e speelronde | ADO Den Haag                                                                                                  | 2 – 3 (0 – 0) | FC Zwolle | Opstelling FC Zwolle: |
| 22 april 2000 Plaats: Den Haag Zuiderparkstadion Toeschouwers: 2.773 Scheidsrechter: Wout Schaap                  | Ekrem Kahya 59' Ali Boussaboun 61'                                                                            |               | 55' Dirk-Jan Derksen 63' Claus Boekweg 73' (pen) Claus Boekweg                                                        |                       |
| 32e speelronde | FC Zwolle | 4 – 0 (3 – 0) | VVV | Opstelling FC Zwolle: |
| 1 mei 2000 Plaats: Zwolle Oosterenkstadion Toeschouwers: 4.950 Scheidsrechter: Patrick Gerritsen                  | Arne Slot 6' Henk van Steeg 17' Arne Slot 21' Dirk-Jan Derksen 68'                                            |               | |                       |
| 33e speelronde | TOP Oss | 1 – 3 (0 – 2) | FC Zwolle | Opstelling FC Zwolle: |
| 6 mei 2000 Plaats: Oss Frans Heesenstadion Toeschouwers: 2.300 Scheidsrechter: Alwin Don                          | Edwin de Wijs 56'                                                                                             |               | 8' Arne Slot 28' Gerald van den Belt 46' Dirk-Jan Derksen                                                             |                       |
| 34e speelronde | FC Zwolle | 3 – 3 (0 – 1) | Telstar | Opstelling FC Zwolle: |
| 13 mei 2000 Plaats: Zwolle Oosterenkstadion Toeschouwers: 4.150 Scheidsrechter: Peter van Dongen                  | Claus Boekweg 51' Martijn Abbenhues 55' Arjan Bosschaart 90'                                                  |               | 24' Jamal Dibi 46' Rudy Aerts 48' Wouter van den Herik                                                                |                       |

### KNVB Beker
| Groepsfase                                                                                              | Cambuur Leeuwarden                                                                                         | 3 – 0 (2 – 0) | FC Zwolle                                        | Opstelling FC Zwolle: |
| 6 augustus 1999 Plaats: Leeuwarden Cambuurstadion Toeschouwers: 2.500 Scheidsrechter: Dick van Egmond   | Sandor van der Heide 9' Robin Nelisse 14' Dominik Vergoossen 50'                                           |               |                                                  |                       |
| Groepsfase                                                                                              | FC Zwolle                                                                                                  | 5 – 0 (2 – 0) | Achilles 1894                                    | Opstelling FC Zwolle: |
| 10 augustus 1999 Plaats: Zwolle Oosterenkstadion Toeschouwers: 750 Scheidsrechter: Coen Droste          | Dirk-Jan Derksen 18' Gerald van den Belt 33' Ignacio Tuhuteru 60' Marco Roelofsen 84' Arjan Bosschaart 89' |               |                                                  |                       |
| Groepsfase                                                                                              | FC Zwolle                                                                                                  | 6 – 0 (3 – 0) | Flevo Boys                                       | Opstelling FC Zwolle: |
| 19 augustus 1999 Plaats: Zwolle Oosterenkstadion Toeschouwers: 700 Scheidsrechter: Hugo Luijten         | Milco Pieren 8' Arne Slot 10' Jan Gerver (e.d.) 12' Milco Pieren 61' Ignacio Tuhuteru 78' Milco Pieren 80' |               |                                                  |                       |
| 1e ronde                                                                                                | Cambuur Leeuwarden                                                                                         | 0 – 1 (0 – 0) | FC Zwolle                                        | Opstelling FC Zwolle: |
| 23 september 1999 Plaats: Leeuwarden Cambuurstadion Toeschouwers: 2.500 Scheidsrechter: Herman van Dijk | |               | 52' (pen) Claus Boekweg                          |                       |
| 2e ronde                                                                                                | Eindhoven                                                                                                  | 4 – 2 (0 – 2) | FC Zwolle                                        | Opstelling FC Zwolle: |
| 28 oktober 1999 Plaats: Eindhoven Jan Louwersstadion Toeschouwers: 650 Scheidsrechter: Fred Sterk       | Sander van Huijksloot 69' Sander van Huijksloot 79' Bert Zuurman 80' Bouarfa Yahiaoui 88'                  |               | 2' (e.d.) Stanley MacDonald 43' Dirk-Jan Derksen |                       |

### Nacompetitie
| Nacompetitie                                                                                        | Cambuur Leeuwarden                                                                                                | 1 – 1 (0 – 1) | FC Zwolle                                   | Opstelling FC Zwolle: |
| 17 mei 2000 Plaats: Leeuwarden Cambuurstadion Toeschouwers: 6000 Scheidsrechter: Ruud Bossen        | Sandor van der Heide 64'                                                                                          |               | 28' Dirk-Jan Derksen                        |                       |
| Nacompetitie                                                                                        | FC Zwolle | 1 – 2 (0 – 1) | RBC Roosendaal                              | Opstelling FC Zwolle: |
| 20 mei 2000 Plaats: Zwolle Oosterenkstadion Toeschouwers: 5.450 Scheidsrechter: Herman van Dijk     | Marco Roelofsen 74'                                                                                               |               | 37' John van Loenhout 48' John van Loenhout |                       |
| Nacompetitie                                                                                        | FC Zwolle | 4 – 2 (2 – 1) | Excelsior                                   | Opstelling FC Zwolle: |
| 23 mei 2000 Plaats: Zwolle Oosterenkstadion Toeschouwers: 4.950 Scheidsrechter: Jack van Hulten     | Dirk-Jan Derksen 39' Dirk-Jan Derksen 45' Claus Boekweg (pen) 80' Arjan Bosschaart 82'                            |               | 15' Brian Pinas 76' David Connolly          |                       |
| Nacompetitie                                                                                        | Excelsior | 2 – 1 (0 – 0) | FC Zwolle                                   | Opstelling FC Zwolle: |
| 26 mei 2000 Plaats: Rotterdam Stadion Woudestein Toeschouwers: 2.243 Scheidsrechter: Jaap Uilenberg | Patrick Mtiliga 79' Sjaak Polak (pen) 81'                                                                         |               | 56' Claus Boekweg                           |                       |
| Nacompetitie                                                                                        | RBC Roosendaal | 0 – 2 (0 – 1) | FC Zwolle                                   | Opstelling FC Zwolle: |
| 30 mei 2000 Plaats: Roosendaal MariFlex Stadion Toeschouwers: 6.000 Scheidsrechter: René Temmink    | |               | 12' Arne Slot 89' (pen) Claus Boekweg       |                       |
| Nacompetitie                                                                                        | FC Zwolle | 5 – 0 (2 – 0) | Cambuur Leeuwarden                          | Opstelling FC Zwolle: |
| 3 juni 2000 Plaats: Zwolle Oosterenkstadion Toeschouwers: 6.800 Scheidsrechter: Jack van Hulten     | Claus Boekweg 18' Dirk-Jan Derksen 31' Geert Jelle de Vries (e.d.) 53' Gerald van den Belt 76' Henk van Steeg 90' |               |                                             |                       |

## Selectie en technische staf

### Selectie 1999/00
| Nr.           | Nat.               | Naam                | Competitie | Competitie | Beker      | Beker      | Play-offs  | Play-offs  | Totaal     | Totaal     | Contract   | Seizoen    | Vorige club          | Debuut           |
| Nr.           | Nat.               | Naam                | W          |            | W          |            | W          |            | W          |            | Contract   | Seizoen    | Vorige club          | Debuut           |
| Doelmannen    | Doelmannen         | Doelmannen          | Doelmannen | Doelmannen | Doelmannen | Doelmannen | Doelmannen | Doelmannen | Doelmannen | Doelmannen | Doelmannen | Doelmannen | Doelmannen           | Doelmannen       |
| ------------- | ------------------ | ------------------- | ---------- | ---------- | ---------- | ---------- | ---------- | ---------- | ---------- | ---------- | ---------- | ---------- | -------------------- | ---------------- |
| -             | Vlag van Nederland | Henry Louwdijk      | 0          | 0          | 0          | 0          | 0          | 0          | 0          | 0          | –          | 2e         | Jeugd                | -                |
| -             | Vlag van Nederland | Henk Timmer         | 34         | 0          | 0          | 0          | 0          | 0          | 34         | 0          | –          | 11e        | Jeugd                | -                |
| Verdedigers   |                    |                     |            |            |            |            |            |            |            |            |            |            |                      |                  |
| -             | Vlag van Nederland | Claus Boekweg       | 33         | 6          | 0          | 1          | 0          | 4          | 33         | 11         | –          | 5e         | FC Groningen         | -                |
| -             | Vlag van Nederland | Remco Schol         | 30         | 0          | 0          | 0          | 0          | 0          | 30         | 0          | –          | 1e         | VVV                  | -                |
| -             | Vlag van Nederland | Edwin Starke        | 0          | 0          | 0          | 0          | 0          | 0          | 0          | 0          | –          | 2e         | Jeugd                | -                |
| -             | Vlag van Nederland | Albert van der Haar | 30         | 0          | 0          | 0          | 0          | 0          | 30         | 0          | –          | 6e         | Jeugd                | -                |
| -             | Vlag van Nederland | Jan Wicher Vellinga | 4          | 0          | 0          | 0          | 0          | 0          | 4          | 0          | –          | 5e         | Jeugd                | -                |
| -             | Vlag van Nederland | Robert Wijnands     | 32         | 0          | 0          | 0          | 0          | 0          | 32         | 0          | –          | 4e         | FC Utrecht           | -                |
| Middenvelders |                    |                     |            |            |            |            |            |            |            |            |            |            |                      |                  |
| -             | Vlag van Nederland | Marcel Boudesteyn   | 0          | 0          | 0          | 0          | 0          | 0          | 0          | 0          | –          | 4e         | FC Groningen         | -                |
| -             | Vlag van Nederland | André de Ridder     | 14         | 0          | 0          | 0          | 0          | 0          | 14         | 0          | –          | 1e         | Telstar              | -                |
| -             | Vlag van Nederland | Milco Pieren        | 15         | 1          | 0          | 3          | 0          | 0          | 15         | 4          | –          | 1e         | VVV                  | -                |
| -             | Vlag van Nederland | Marco Roelofsen     | 33         | 6          | 0          | 1          | 0          | 1          | 33         | 8          | –          | 5e         | sc Heerenveen        | -                |
| -             | Vlag van Nederland | Harry Sinkgraven    | 12         | 0          | 2          | 0          | 0          | 0          | 14         | 0          | –          | 6e         | Cambuur Leeuwarden   | -                |
| -             | Vlag van Nederland | Arne Slot           | 33         | 15         | 5          | 1          | 6          | 1          | 44         | 17         | –          | 5e         | Jeugd                | -                |
| -             | Vlag van Nederland | Henk van Steeg      | 33         | 5          | 0          | 0          | 0          | 1          | 33         | 6          | –          | 1e         | VVOG (ama)           | 16 augustus 1999 |
| Aanvallers    |                    |                     |            |            |            |            |            |            |            |            |            |            |                      |                  |
| -             | Vlag van Nederland | Martijn Abbenhues   | 17         | 3          | 0          | 0          | 0          | 0          | 17         | 3          | –          | 2e         | FC Twente            | -                |
| -             | Vlag van Nederland | Arjan Bosschaart    | 33         | 11         | 0          | 1          | 0          | 1          | 33         | 13         | –          | 4e         | Sparta Rotterdam     | -                |
| -             | Vlag van Nederland | Dirk-Jan Derksen    | 34         | 28         | 0          | 2          | 0          | 4          | 34         | 34         | –          | 2e         | FC Dordrecht         | -                |
| -             | Vlag van Nederland | Nick Kok            | 6          | 0          | 0          | 0          | 0          | 0          | 6          | 0          | –          | 1e         | CSV '28 (ama)        | -                |
| -             | Vlag van Nederland | Ignacio Tuhuteru    | 29         | 13         | 0          | 2          | 0          | 0          | 29         | 15         | –          | 2e         | Sembawang Rangers FC | -                |
| -             | Vlag van Nederland | Gerald van den Belt | 18         | 2          | 0          | 1          | 0          | 1          | 18         | 4          | –          | 5e         | Jeugd                | -                |
| -             | Vlag van Nederland | Duncan van Moll     | 3          | 0          | 0          | 0          | 0          | 0          | 3          | 0          | –          | 2e         | Jeugd                | -                |
| Nr.           | Nat.               | Naam                | W          |            | W          |            | W          |            | W          |            | Contract   | Seizoen    | Vorige club          | Debuut           |
| Nr.           | Nat.               | Naam                | Competitie | Competitie | Beker      | Beker      | Play-offs  | Play-offs  | Totaal     | Totaal     | Contract   | Seizoen    | Vorige club          | Debuut           |

### Technische staf
| Naam             | Functie      |
| ---------------- | ------------ |
| Dwight Lodeweges | Hoofdtrainer |

## Statistieken FC Zwolle 1999/00

### Eindstand FC Zwolle in de Nederlandse eerste divisie 1999 / 2000
| Stand | Gespeeld | Gewonnen | Gelijk | Verloren | Punten | Doelpunten voor | Doelpunten tegen | Gele kaarten | Rode kaarten |
| ----- | -------- | -------- | ------ | -------- | ------ | --------------- | ---------------- | ------------ | ------------ |
| 2e    | 34       | 22       | 8      | 4        | 74     | 90              | 41               | -            | -            |

### Topscorers
| #      | Naam                | Goal |
| ------ | ------------------- | ---- |
| 1.     | Dirk-Jan Derksen    | 28   |
| 2.     | Arne Slot           | 15   |
| 3.     | Ignacio Tuhuteru    | 13   |
| 4.     | Arjan Bosschaart    | 11   |
| 5.     | Claus Boekweg       | 6    |
| 5.     | Marco Roelofsen     | 6    |
| 7.     | Henk van Steeg      | 5    |
| 8.     | Martijn Abbenhues   | 3    |
| 9.     | Gerald van den Belt | 2    |
| 10.    | Milco Pieren        | 1    |
| Totaal | Totaal              | 90   |

| #                | Naam                          | Goal |
| ---------------- | ----------------------------- | ---- |
| 1.               | Milco Pieren                  | 3    |
| 2.               | Dirk-Jan Derksen              | 2    |
| 2.               | Ignacio Tuhuteru              | 2    |
| 4.               | Gerald van den Belt           | 1    |
| 4.               | Claus Boekweg                 | 1    |
| 4.               | Arjan Bosschaart              | 1    |
| 4.               | Marco Roelofsen               | 1    |
| 4.               | Arne Slot                     | 1    |
| Eigen doelpunten |                               |      |
| –                | Jan Gerver (Flevo Boys)       | 1    |
| –                | Stanley MacDonald (Eindhoven) | 1    |
| Totaal           | Totaal                        | 14   |

| #              | Naam                                      | Goal |
| -------------- | ----------------------------------------- | ---- |
| 1.             | Claus Boekweg                             | 4    |
| 1.             | Dirk-Jan Derksen                          | 4    |
| 3.             | Gerald van den Belt                       | 1    |
| 3.             | Arjan Bosschaart                          | 1    |
| 3.             | Marco Roelofsen                           | 1    |
| 3.             | Arne Slot                                 | 1    |
| 3.             | Henk van Steeg                            | 1    |
| Eigen doelpunt |                                           |      |
| –              | Geert Jelle de Vries (Cambuur Leeuwarden) | 1    |
| Totaal         | Totaal                                    | 14   |

### Kaarten
| #      | Naam        |   |
| ------ | ----------- | - |
| 1.     | Naam speler | - |
| Totaal | Totaal      | - |

| #      | Naam        |   |
| ------ | ----------- | - |
| 1.     | Naam speler | - |
| Totaal | Totaal      | - |

| #      | Naam        |   |
| ------ | ----------- | - |
| 1.     | Naam speler | - |
| Totaal | Totaal      | - |

### Punten per speelronde
| Speelronde | 1 | 2 | 3 | 4 | 5 | 6 | 7 | 8 | 9 | 10 | 11 | 12 | 13 | 14 | 15 | 16 | 17 | 18 | 19 | 20 | 21 | 22 | 23 | 24 | 25 | 26 | 27 | 28 | 29 | 30 | 31 | 32 | 33 | 34 |
| ---------- | - | - | - | - | - | - | - | - | - | -- | -- | -- | -- | -- | -- | -- | -- | -- | -- | -- | -- | -- | -- | -- | -- | -- | -- | -- | -- | -- | -- | -- | -- | -- |
| Punten     | 3 | 1 | 3 | 1 | 1 | 3 | 3 | 3 | 3 | 3  | 3  | 0  | 3  | 3  | 1  | 3  | 3  | 0  | 3  | 3  | 1  | 0  | 1  | 3  | 3  | 3  | 3  | 0  | 3  | 1  | 3  | 3  | 3  | 1  |

### Punten na speelronde
| Speelronde | 1 | 2 | 3 | 4 | 5 | 6  | 7  | 8  | 9  | 10 | 11 | 12 | 13 | 14 | 15 | 16 | 17 | 18 | 19 | 20 | 21 | 22 | 23 | 24 | 25 | 26 | 27 | 28 | 29 | 30 | 31 | 32 | 33 | 34 |
| ---------- | - | - | - | - | - | -- | -- | -- | -- | -- | -- | -- | -- | -- | -- | -- | -- | -- | -- | -- | -- | -- | -- | -- | -- | -- | -- | -- | -- | -- | -- | -- | -- | -- |
| Punten     | 3 | 4 | 7 | 8 | 9 | 12 | 15 | 18 | 21 | 24 | 27 | 27 | 30 | 33 | 34 | 37 | 40 | 40 | 43 | 46 | 47 | 47 | 48 | 51 | 54 | 57 | 60 | 60 | 63 | 64 | 67 | 70 | 73 | 74 |

### Stand na speelronde
| Speelronde | 1  | 2  | 3  | 4  | 5  | 6  | 7  | 8  | 9  | 10 | 11 | 12 | 13 | 14 | 15 | 16 | 17 | 18 | 19 | 20 | 21 | 22 | 23 | 24 | 25 | 26 | 27 | 28 | 29 | 30 | 31 | 32 | 33 | 34 |
| ---------- | -- | -- | -- | -- | -- | -- | -- | -- | -- | -- | -- | -- | -- | -- | -- | -- | -- | -- | -- | -- | -- | -- | -- | -- | -- | -- | -- | -- | -- | -- | -- | -- | -- | -- |
| Stand      | 2e | 6e | 2e | 2e | 6e | 1e | 1e | 1e | 1e | 1e | 1e | 2e | 1e | 1e | 1e | 1e | 1e | 1e | 1e | 1e | 1e | 3e | 3e | 2e | 2e | 2e | 2e | 2e | 2e | 2e | 2e | 2e | 2e | 2e |

### Doelpunten per speelronde
| Speelronde | 1 | 2 | 3 | 4 | 5 | 6 | 7 | 8 | 9 | 10 | 11 | 12 | 13 | 14 | 15 | 16 | 17 | 18 | 19 | 20 | 21 | 22 | 23 | 24 | 25 | 26 | 27 | 28 | 29 | 30 | 31 | 32 | 33 | 34 | Totaal |
| ---------- | - | - | - | - | - | - | - | - | - | -- | -- | -- | -- | -- | -- | -- | -- | -- | -- | -- | -- | -- | -- | -- | -- | -- | -- | -- | -- | -- | -- | -- | -- | -- | ------ |
| Doelpunten | 4 | 1 | 3 | 1 | 1 | 6 | 3 | 4 | 4 | 3  | 6  | 2  | 5  | 4  | 1  | 1  | 4  | 0  | 1  | 2  | 1  | 1  | 2  | 2  | 3  | 3  | 3  | 1  | 4  | 1  | 3  | 4  | 3  | 3  | 90     |

## Mutaties

### Zomer

#### Aangetrokken
| Nr. | Nat. | Naam            | Van             | Type | Contract | Transfersom | Bijzonderheid |
| --- | ---- | --------------- | --------------- | ---- | -------- | ----------- | ------------- |
| -   | NL   | Nick Kok        | Go Ahead Eagles | -    | n.v.t.   | n.v.t.      | -             |
| -   | NL   | Milco Pieren    | VVV             | -    | n.v.t.   | n.v.t.      | -             |
| -   | NL   | André de Ridder | Telstar         | -    | n.v.t.   | n.v.t.      | -             |
| -   | NL   | Remco Schol     | VVV             | -    | n.v.t.   | n.v.t.      | -             |
| -   | NL   | Henk van Steeg  | VVOG (ama)      | -    | n.v.t.   | n.v.t.      | -             |

#### Vertrokken
| Nr. | Nat. | Naam          | Naar               | Type   | Transfersom | Wed. | Dlpt. |
| --- | ---- | ------------- | ------------------ | ------ | ----------- | ---- | ----- |
| -   | NL   | Jan Gerver    | Gestopt            | n.v.t. | n.v.t.      | 13   | 1     |
| -   | FI   | Jussi Nuorela | Fortuna Düsseldorf | n.v.t. | n.v.t.      | 49   | 1     |
| -   | FI   | Sami Ristilä  | FC Jokerit         | n.v.t. | n.v.t.      | 79   | 17    |
| -   | NL   | Sieme Zijm    | Sparta             | n.v.t. | n.v.t.      | 42   | 4     |

#### Statistieken transfers zomer
| Gekochte spelers | Verkochte spelers | Gehuurde spelers | Verhuurde spelers | Spelers terug van verhuurperiode | Spelers einde van huurperiode | Transfervrij aangetrokken spelers | Transfervrij vertrokken spelers | Doorgestroomde jeugdspelers |
| ---------------- | ----------------- | ---------------- | ----------------- | -------------------------------- | ----------------------------- | --------------------------------- | ------------------------------- | --------------------------- |
| 0                | 0                 | 0                | 0                 | 0                                | 0                             | 5                                 | 4                               | 0                           |